# Dragan Kanatlarovski
Dragan Kanatlarovski (Belgrad, 8 de novembre de 1960) és un exfutbolista i entrenador macedoni, que ocupava la posició de migcampista.

## Trajectòria
Va iniciar la seua carrera en equips macedonis com el Pelister i el Vardar Skopje, dins de la llavors lliga iugoslava. A la 89/90 milita a l'Estrella Roja de Belgrad i a l'any següent recala al Deportivo de La Corunya, amb qui ascendeix a la primera divisió espanyola.
Va ser internacional en una ocasió amb l'antiga Iugoslàvia, així com en altres nou vegades amb la nova selecció de Macedònia del Nord.

### Com a entrenador
Ha estat el seleccionador de Macedònia del Nord en dues ocasions. La primera va finalitzar al no classificar-se per al Mundial del 2002. Llavors dirigeix al FK Belasica fins a juny d'eixe any.
Al setembre del 2002 fitxa pel FK Kumanovo, i tres mesos després, pel FK Pobeda.
Durant un temps combina la direcció d'aquest equip amb la selecció macedonia, fins que el 2004 es dedica només a l'equip nacional.
Aquest segon període al capdavant de Macedònia del Nord finalitza pels pobres resultats en la fase de classificació per al Mundial del 2006, en la qual perdrien amb equips com Andorra. El 2008 es fa càrrec del Lokomotiv Plovdiv búlgar.